# ثر أبيض
الثر الأبيض (بالإنجليزية: Leukorrhea)‏، هو إفراز مهبلي سميك أبيض أو أصفر اللون، قد تزداد كميته نتيجة للإصابة بعدوى في المهبل أو مرض منقول جنسيًّا. وقد يصبح أكثر اصفرارًا ويكتسب رائحة كريهة نتيجة لحدوث التهاب في المهبل أو عنق الرحم.
يتم تشخيصه عن طريق فحصه مجهريًّا ورؤية أكثر من 10 كريات دم بيضاء.

## الثر الأبيض الطبيعي
لا يعد الثر الأبيض في بعض الأحوال مشكلة صحية تتطلب علاجًا فوريًّا، بل آلية فسيولوجية يستخدمها المهبل للحفاظ على توازنه الكيميائي ومرونة أنسجته، ويتم تنبيهها عن طريق الإستروجين.
قد يظهر أثناء الحمل بسبب زيادة الإستروجين التي تتبعها زيادة في الإمداد الدموي للمهبل. وقد يفرزه مهبل الفتاة حديثة الولادة بسبب التعرض لإستروجين الأم أثناء الحمل.

## الثر الأبيض الناتج عن الالتهابات
ينتج عن التهاب أو احتقان في الغشاء المخاطي للمهبل، يشير اصفراره أو انبعاث رائحة سيئة منه إلى حدوث عدوى بكتيرية هوائية أو عدوى منقولة جنسيًّا.
بعد الولادة يكون الثر الأبيض مصحوبًا بمخاط ودم وأنسجة من المشيمة؛ وقد يشير ذلك إلى فشل المشيمة في الانكماش إلى حجمها ما قبل الحمل بسبب العدوى. يتم إجراء عدة اختبارات كصبغة غرام ولطاخة بابانيكولاو وأخذ عينة لتأكيد التشخيص.

## الثر الأبيض الطفيلي
ينتج الثر الأبيض أيضًا عن الإصابة بطفيليات أولية لا سيما مشعرات مهبلية. وتؤدي الإصابة بها إلى حرقة وحكة وإفراز مخاط سميك رغوي أبيض أو أصفر اللون.

## العلاج
إذا كان الثر الأبيض ناتجًا عن عدوى منقولة جنسيًّا، فلابد من علاج السبب وهو العدوى. قد يتضمن العلاج مضادات حيوية كالمترونيدازول، كليندامايسين وتينيدازول.